# Quitman (Texas)
Quitman is een plaats (city) in de Amerikaanse staat Texas, en valt bestuurlijk gezien onder Wood County.

## Demografie
Bij de volkstelling in 2000 werd het aantal inwoners vastgesteld op 2030.
In 2006 is het aantal inwoners door het United States Census Bureau geschat op 2241, een stijging van 211 (10,4%).

## Geografie
Volgens het United States Census Bureau beslaat de plaats een oppervlakte van
4,8 km², geheel bestaande uit land. Quitman ligt op ongeveer 141 m boven zeeniveau.

## Plaatsen in de nabije omgeving
De onderstaande figuur toont nabijgelegen plaatsen in een straal van 28 km rond Quitman.

## Geboren in Quitman
- Sissy Spacek (1949), actrice